# Lucius Carminius Lusitanicus
Lucius Carminius Lusitanicus war ein im 1. Jahrhundert n. Chr. lebender römischer Politiker.
Durch die Arvalakten ist belegt, dass er am 14. September 81 zusammen mit Marcus Petronius Umbrinus Suffektkonsul war; die beiden übten dieses Amt im September und Oktober aus.